# Кастро, Хоан Себастьян
Хоан Себастьян Кастро Динас (исп. Joan Sebastián Castro Dinas; род. 13 января 1997 года, Пальмира, Колумбия) — колумбийский футболист, защитник клуба «Барранкилья».

## Клубная карьера
Кастро — воспитанник клуба «Униаутонома». 12 марта 2015 года в матче против «Хагуарес де Кордоба» он дебютировал в Кубке Мустанга. В 2017 году Хоан перешёл в «Барранкилью». 16 июля в матче против «Боготы» он дебютировал в колумбийской Примере B.

## Международная карьера
В 2017 года Кастро в составе молодёжной сборной Колумбии принял участие в молодёжного чемпионата Южной Америки в Эквадоре. На турнире он сыграл в матчах против команд Аргентины и Эквадора.